# Paradijsstraatje
Het Paradijsstraatje in de Binnenstad van 's-Hertogenbosch is een zijstraat van de Verwersstraat tussen de huisnummers 53 en 55. Het wordt gerekend tot het middeleeuwse stratenpatroon van de stad. De straat loopt tegenwoordig dood, maar vroeger had het een uitloper naar links. Achter in het steegje stond vroeger het Bogardenklooster.

## Etymologie
Volgens Van Dale betekent het paradijs: "De verblijfsplaats van het eerste mensenpaar, de Hof van Eden." Volgens hetzelfde woordenboek verwijst het bouwkundig naar het voorportaal van de kerk of het kerkhof. Het kan zijn dat het Paradijsstraatje gebruikt is als toegangspoort naar de kerk of klooster.